# Слобода мисли
Слобода мисли (позната и као слобода уверења) јесте слобода појединца да има или разматра чињеницу, становиште или мисао, независно од становишта других. Као темељно људско право, она штити унутрашњу сферу људског ума, познату у правној теорији као forum internum, која обухвата уверења, савест и мисли, и сматра се апсолутном и неповредивом. Слобода мисли је претеча и родитељ многих других слобода, укључујући слободу вероисповести, слобода говора и слобода изражавања. Иако је аксиоматска за друге слободе, оне нису неопходне да би она постојала. Концепција слободе или права не гарантује њено укључивање, законитост или заштиту путем филозофских клаузула. Ово је веома важан концепт у западном свету и готово сви демократски устави штите ове слободе.

## Дефиниција и разликовање
Слобода мисли представља темељно право које се односи на унутрашњи, ментални свет појединца. Она обухвата способност и право сваке особе да формира, држи, преиспитује и мења своја уверења, идеје, ставове и мисли без спољашње принуде, манипулације или кажњавања. Ова слобода се сматра апсолутном јер је немогуће директно контролисати или ограничити унутрашње процесе нечијег ума. Док држава може да ограничи спољашње испољавање мисли (говор, писање, деловање), сама мисао остаје изван домена легалне контроле.
У правној и филозофској традицији прави се кључна разлика између унутрашње сфере мисли (лат. forum internum) и спољашњег испољавања тих мисли (лат. forum externum).
- Forum internum (унутрашњи форум) обухвата мисли, савест и уверења. Међународно право о људским правима штити ову сферу апсолутно. Ниједна околност, укључујући ванредно стање или јавну опасност, не може оправдати ограничење права на слободу мисли и савести.[2]
- Forum externum (спољашњи форум) односи се на манифестовање мисли, уверења или религије кроз говор, обреде, праксу или деловање. Ова сфера подлеже ограничењима која су прописана законом и неопходна у демократском друштву ради заштите јавне безбедности, реда, здравља, морала или права и слобода других.[2]

Слободу мисли треба разликовати од сродних, али различитих концепата:
- Слобода говора: Право на саопштавање својих мисли и уверења другима. Док је слобода мисли апсолутна, слобода говора може бити ограничена (нпр. забрана говора мржње или позивања на насиље).
- Слобода вероисповести: Обухвата право на избор, промену и испољавање религије или уверења. Слобода мисли је шира јер штити и нерелигијска, филозофска и политичка уверења.
- Слобода савести: Блиско повезана са слободом мисли, односи се на морална уверења појединца која усмеравају његово понашање. Често се користи као синоним, али наглашава морални аспект унутрашњих уверења, што доводи до права на приговор савести.
- Когнитивна слобода: Модернији концепт који проширује слободу мисли на право на аутономију над сопственим менталним процесима, посебно у контексту нових технологија попут неуротехнологије и психоактивних супстанци.

Свака особа покушава да постигне когнитивну компетенцију развијањем знања, концепата и теорија, те њиховом проценом у датом окружењу. Ова когнитивна компетенција пружа осећај задовољства и замењује осећај беспомоћности. Осим што доноси мир егу особе, нова знања и идеје такође доносе наду у будућност.

## Филозофске основе
Идеја о слободи мисли има дубоке корене у филозофској традицији, развијајући се од античке Грчке до модерног доба.

### Античка филозофија
Иако антички грчки филозофи нису користили савремени термин „слобода мисли”, темељи ове идеје су присутни у њиховим делима. Суђење Сократу 399. године п. н. е. често се наводи као парадигматичан пример сукоба између слободног, критичког мишљења и државног ауторитета. Сократ је осуђен на смрт због „кварења омладине” и „непоштовања богова које поштује држава”, што је у суштини била оптужба против његовог метода преиспитивања уврежених веровања. Његова одбрана, забележена у Платоновој Одбрани Сократовој, представља снажан аргумент за право филозофа да истражује истину, чак и када то доводи у питање друштвене норме.
Платон, иако Сократов ученик, имао је сложенији поглед. У свом делу Држава, он заговара идеалну државу којом владају филозофи-краљеви, чија је мисао слободна и усмерена ка истини. Међутим, за већину грађана те државе предвиђена је строга контрола образовања и културе, укључујући и цензуру поезије и музике, како би се одржао друштвени склад. Ово указује на тензију између елитне слободе мисли и потребе за друштвеном стабилношћу.
Стоичка филозофија, са мислиоцима попут Епиктета и Марка Аурелија, наглашавала је унутрашњу слободу као највише добро. Стоици су учили да, иако спољашњи догађаји нису под нашом контролом, наше мисли, судови и реакције на те догађаје јесу. Ова идеја о неотуђивој унутрашњој тврђави ума представља један од камена темељаца концепта слободе мисли.

### Период просветитељства
Просветитељство у 17. и 18. веку представља прекретницу у развоју идеје о слободи мисли. Мислиоци овог доба су се борили против догматизма цркве и апсолутизма државе, залажући се за разум, критичко мишљење и индивидуалне слободе.
Барух Спиноза је у свом Теолошко-политичком трактату (1670) изнео једну од најранијих и најснажнијих одбрана слободе мисли. Тврдио је да је циљ државе слобода, а не доминација. Према Спинози, држава не може контролисати мисли људи, а покушаји да се то учини воде само у лицемерје и побуну. Он је закључио да свако треба да има слободу да мисли шта хоће и да каже шта мисли, под условом да не угрожава мир и поредак.
Џон Лок је у Писму о толеранцији (1689) развио аргументе за раздвајање цркве и државе, тврдећи да државна власт нема надлежност над спасењем душа. Лок је сматрао да је вера ствар унутрашњег уверења и да се не може наметнути силом. Иако је његова идеја толеранције била ограничена (искључивао је католике и атеисте), поставио је темеље за касније концепције слободе савести и мисли.
Волтер је постао симбол борбе за слободу мисли и верску толеранцију. Његова чувена изрека (која му се приписује): „Не слажем се са оним што говориш, али ћу до смрти бранити твоје право да то кажеш”, савршено илуструје принцип одвајања садржаја мисли од права на саму мисао. Кроз своја дела, попут Филозофског речника и Трактата о толеранцији, неуморно је критиковао верски фанатизам, сујеверје и прогон неистомишљеника.
Имануел Кант је у есеју Шта је просветитељство? (1784) дефинисао просветитељство као „излазак човека из самоскривљене незрелости”. Мото просветитељства, према Канту, гласи: Sapere aude! – „Усуди се да знаш!” или „Имај храбрости да се служиш сопственим разумом!”. За Канта, слобода мисли, посебно право на јавну употребу ума, била је предуслов за напредак човечанства.

### 19. век и либерализам
У 19. веку, Џон Стјуарт Мил је у свом капиталном делу О слободи (1859) понудио најсвеобухватнију и најутицајнију одбрану слободе мисли и изражавања у историји филозофије. Мил је изнео четири кључна аргумента зашто чак и погрешна или непопуларна мишљења не смеју бити ућуткана:
1.  Ућуткано мишљење може бити истинито. Порицати ово значи претпоставити сопствену непогрешивост.
2.  Чак и ако је ућуткано мишљење погрешно, оно може садржати део истине. Пошто је општеприхваћено мишљење ретко цела истина, само кроз сукоб супротних мишљења може се доћи до потпуније истине.
3.  Чак и ако је прихваћено мишљење цела истина, ако се не дозволи његово преиспитивање, оно ће постати догма, а људи га неће разумети на рационалан начин.
4.  Значење саме доктрине може бити изгубљено или ослабљено ако се не суочава са изазовима, постајући празна фраза без стварног утицаја на карактер и понашање.
Милова одбрана је поставила темеље модерном схватању слободе изражавања као кључног елемента за откривање истине и развој здравог демократског друштва.

## Историја развоја и сузбијања
Немогуће је са сигурношћу знати шта друга особа мисли, што отежава сузбијање мисли. Концепт се развија кроз Библију, најпотпуније у списима Павла из Тарса (нпр. „Јер зашто да моју слободу [eleutheria] суди савест [suneideseos] другога?” 1. Коринћанима 10:29).
Иако су грчки филозофи Платон и Сократ минимално расправљали о слободи мисли, едикти краља Ашоке (3. век п. н. е.) названи су првим декретом који поштује слободу савести. У европској традицији, поред декрета о верској толеранцији Константина I у Милану 313. године, филозофи Темистије, Мишел де Монтењ, Барух Спиноза, Џон Лок, Волтер, Александр Вине и Џон Стјуарт Мил, као и теолози Роџер Вилијамс и Самјуел Радерфорд, сматрају се главним заговорницима идеје о слободи савести (или „слободи душе”, по Вилијамсовим речима).
Краљица Елизабета I је укинула закон о цензури мисли крајем шеснаестог века јер, према сер Френсису Бејкону, она „није волела да прави прозоре у душе и тајне мисли људи”. Међутим, током њене владавине, бројне књиге које је објавио теоретичар Ђордано Бруно изазвале су контроверзе, помињући теме које је Католичка црква забранила, као што је могућност бесконачног универзума. Не желећи да се одрекне ових идеја, Бруно је на крају спаљен као јеретик у Риму од стране Италијанске инквизиције, поставши мученик за слободу мисли.
Оливера Кромвела је Игнац фон Делингер описао као „првог међу моћницима света који је успоставио један посебан верски принцип и спроводио га колико је у његовој моћи: [...] принцип слободе савести и одбацивање верске принуде”. Међутим, слобода изражавања може бити ограничена кроз цензуру, хапшења, спаљивање књига или пропаганду, а то тежи да обесхрабри слободу мисли. Примери ефикасних кампања против слободе изражавања су совјетско сузбијање генетичких истраживања у корист теорије познате као лисенкоизам, кампање спаљивања књига у Нацистичкој Немачкој, радикални антиинтелектуализам спровођен у Камбоџи под Пол Потом и у Нацистичкој Немачкој под Адолфом Хитлером, строга ограничења слободе изражавања која су наметнуле комунистичке владе Народне Републике Кине и Кубе, или диктатуре попут оних Аугуста Пиночеа у Чилеу и Франсиска Франка у Шпанији.
Сапир-Ворфова хипотеза, која тврди да мисао може бити уграђена у језик, подржава тврдњу да је напор да се ограничи употреба речи у језику заправо облик ограничавања слободе мисли. Ово је истражено у роману Хиљаду деветсто осамдесет четврта Џорџа Орвела, са идејом новоговора, поједностављеног облика енглеског језика за који се тврди да нема капацитет за метафору и ограничава изражавање оригиналних идеја.

## Правни оквири
Слобода мисли је загарантована у најважнијим међународним и националним правним документима, где се препознаје као темељно и неотуђиво право.

### Међународно право
У Универзалној декларацији о људским правима (УДЉП), која је политички темељ савременог система људских права, слобода мисли је наведена у члану 18:
Свако има право на слободу мисли, савести и вероисповести; ово право укључује слободу промене вере или уверења, и слободу да, сам или у заједници с другима, јавно или приватно, испољава своју веру или уверење учењем, праксом, обредима и придржавањем.
Такође, члан 19 УДЉП гарантује:
Свако има право на слободу мишљења и изражавања; ово право укључује слободу задржавања мишљења без уплитања.
Међународни пакт о грађанским и политичким правима (МПГПП), који је правно обавезујући за државе потписнице, понавља ове гаранције у свом члану 18. Комитет за људска права Уједињених нација, који надгледа примену МПГПП, у свом Општем коментару бр. 22 појашњава:
[Пакт] прави разлику између слободе мисли, савести, вероисповести или уверења и слободе испољавања вероисповести или уверења. Он не дозвољава никаква ограничења слободе мисли и савести, нити слободе да се има или усвоји вероисповест или уверење по сопственом избору. Ове слободе су заштићене безусловно.

### Европско право
Европска конвенција о људским правима (ЕКЉП) у члану 9 штити слободу мисли, савести и вероисповести:
Свако има право на слободу мисли, савести и вероисповести. Ово право укључује слободу промене вере или уверења и слободу, било индивидуално или у заједници са другима, јавно или приватно, да испољава своју веру или уверење кроз богослужење, наставу, праксу и обреде.
Европски суд за људска права је кроз своју праксу потврдио апсолутну заштиту унутрашње сфере мисли, али је дозволио ограничења спољашњег испољавања, под условом да су она „прописана законом”, да имају „легитиман циљ” (попут заштите јавне безбедности или права других) и да су „неопходна у демократском друштву”.

### Уставно право
Многи национални устави штите слободу мисли. У Повељи о правима Сједињених Држава, Први амандман гарантује да се не смеју доносити закони који се мешају у слободу вероисповести. Судија Врховног суда САД Бенџамин Кардозо је у случају Палко против Конектиката (1937) образложио:
Слобода мисли... је матрица, неопходан услов готово сваког другог облика слободе. Са ретким изузецима, прожимајуће препознавање ове истине може се пратити у нашој историји, како политичкој, тако и правној.
Устав Републике Србије у члану 43 јемчи слободу мисли, савести и вероисповести. Став 1 овог члана гласи:
Јемчи се слобода мисли, савести, уверења и вероисповести, право да се остане при свом уверењу или вероисповести или да се они промене према сопственом избору.
Устав Србије, слично међународним документима, експлицитно наводи да нико није дужан да се изјашњава о својим уверењима и прави јасну разлику између апсолутне слободе уверења и слободе испољавања тих уверења, која се може ограничити законом у строго дефинисаним случајевима.

## Савремени изазови
Иако је слобода мисли теоријски апсолутна, савремено доба доноси нове и суптилне изазове који могу угрозити ову темељну слободу.

### Технологија и надзор
Развој дигиталне технологије створио је нове методе за надзор и потенцијалну манипулацију људским мишљењем.
- Дигитални надзор и приватност података: Масовно прикупљање података о понашању корисника на интернету (претраге, куповине, друштвене интеракције) омогућава стварање детаљних психолошких профила. Ови профили се могу користити за циљано оглашавање, али и за политичку пропаганду, што може утицати на формирање ставова и мишљења.
- Алгоритми и филтерски мехури: Алгоритми на друштвеним мрежама и претраживачима персонализују садржај који се приказује корисницима на основу њихових претходних активности. Иако је циљ повећање ангажованости, последица је стварање „филтерских мехура” (filter bubbles) и „јехо комора” (echo chambers), где су корисници изложени само информацијама које потврђују њихова постојећа уверења. Ово смањује изложеност различитим перспективама, што може ограничити способност критичког мишљења и развоја нових идеја.
- Неуротехнологија и неуроприватност: Напредак у неуронауци и технологијама за снимање мождане активности (као што су ЕЕГ и фМРИ) отвара забрињавајућа питања о могућности „читања мисли”. Иако је ова технологија још увек у раној фази, појављују се нови концепти попут неуроетике и неуроприватности, који се баве етичким и правним импликацијама технологија које могу директно приступити или утицати на менталне процесе. Покрети за когнитивну слободу заговарају право појединца да контролише сопствену свест и когнитивне процесе, без принудног уплитања државе или корпорација.

### Образовање и индоктринација
Образовни системи играју кључну улогу у обликовању младих умова. Док је циљ образовања да подстиче критичко мишљење и интелектуалну радозналост, оно такође може бити средство за индоктринацију. Наставни планови и програми који промовишу једну идеологију, потискују алтернативне погледе или обесхрабрују преиспитивање ауторитета могу значајно ограничити развој слободне мисли код ученика.

### Друштвени притисак и култура отказивања
У савременим друштвима, притисак на конформизам не долази само од државе, већ и од самог друштва. Феномен познат као „култура отказивања” (cancel culture), где појединци бивају јавно прозвани и друштвено изопштени због изражавања непопуларних или контроверзних ставова, може створити „ефекат хлађења” (chilling effect). Страх од губитка посла, друштвеног статуса или јавне осуде може навести људе да се уздржавају од изражавања својих мисли, а временом и да избегавају формирање уверења која одступају од доминантних норми. Иако се не ради о директној законској забрани, ова врста друштвеног притиска може суптилно, али ефикасно, сузбити слободу мисли.